# أوشن سيتي (ماريلاند)
أوشن سيتي (بالإنجليزية: Ocean City, Maryland)‏ هي بلدة تقع في مقاطعة ورسستر (ماريلاند) بولاية ماريلاند في الولايات المتحدة. تأسست عام 1875، تبلغ مساحتها 94.2 (كم²)، وترتفع عن سطح البحر 2 م، بلغ عدد سكانها 7102 نسمة في عام 2010 حسب إحصاء مكتب تعداد الولايات المتحدة وتصل الكثافة السكانية فيها 621.8 نسمة/كم2.

## التركيبة السكانية
قام مكتب تعداد الولايات المتحدة بتحديد بيانات التركيبة السكانية لأوشن سيتي في تعداد الولايات المتحدة. في ما يلي، التركيبة السكانية حسب تعدادي 2000 و2010.

### تعداد عام 2000
بلغ عدد سكان أوبتيز 3,977 نسمة بحسب تعداد عام 2000، وبلغ عدد الأسر 1,488 أسرة وعدد العائلات 1,104 عائلة مقيمة في القرية. في حين سجلت الكثافة السكانية 1,055.3 نسمة لكل ميل مربع (407.5/كم2). وبلغ عدد الوحدات السكنية 1,561 وحدة بمتوسط كثافة قدره 414.2 نسمة لكل ميل مربع (159.9/كم2).
وتوزع التركيب العرقي للقرية بنسبة 93.71% من البيض و 0.70% من الأمريكيين الأصليين و 0.15% من الأمريكيين ذوي الأصول الآسيوية و 0.03% من سكان جزر المحيط الهادئ و 2.89% من الأمريكيين الأفارقة و 1.94% من عرقين مختلطين أو أكثر.
بلغ عدد الأسر 1,488 أسرة كانت نسبة 37.8% منها لديها أطفال تحت سن الثامنة عشر تعيش معهم، وبلغت نسبة الأزواج القاطنين مع بعضهم البعض 55.4% من أصل المجموع الكلي للأسر، ونسبة 14.0% من الأسر كان لديها معيلات من الإناث دون وجود شريك، وكانت نسبة 25.8% من غير العائلات. تألفت نسبة 20.2% من أصل جميع الأسر من أفراد ونسبة 6.7% كانوا يعيش معهم شخص وحيد يبلغ من العمر 65 عاماً فما فوق. وبلغ متوسط حجم الأسرة المعيشية 3.07، أما متوسط حجم العائلات فبلغ 2.67.
بلغ العمر الوسطي للسكان 33 عاماً. وكانت نسبة 27.9% من القاطنين تحت سن الثامنة عشر، وكانت نسبة 8.7% بين الثامنة عشر والأربعة وعشرون عاماً، ونسبة 33.8% كانت واقعةً في الفئة العمرية ما بين الخامسة والعشرون حتى والأربعة وأربعون عاماً، ونسبة 20.7% كانت ما بين الخامسة والأربعون حتى الرابعة والستون، ونسبة 8.9% كانت ضمن فئة الخامسة والستون عاماً فما فوق. يوجد لكل 100 أنثى 95.8 ذكر، ويوجد لكل 100 أنثى في الثامنة عشر من عمرها فما فوق 93.4 ذكر.
بلغ متوسط دخل الأسرة في القرية 45,000 دولار، أما متوسط دخل العائلة فبلغ 47,271 دولار. وكان متوسط دخل الذكور 35,342 دولار مقابل 25,342 دولار للإناث. وسجل دخل الفرد الخاص بالقرية 17,385 دولار. وكانت نسبة 5.9% من العائلات ونسبة 6.4% من السكان تحت خط الفقر، وكان من هؤلاء نسبة 5.9% تحت سن الثامنة عشر ونسبة 14.9% في الخامسة والستين من العمر وما فوق.

### تعداد عام 2010
بلغ عدد سكان أوشن سيتي 7,102 نسمة بحسب تعداد عام 2010، وبلغ عدد الأسر 3,852 أسرة وعدد العائلات 1,784 عائلة مقيمة في البلدة. في حين سجلت الكثافة السكانية 1,610.4 نسمة لكل ميل مربع (621.8/كم2). وبلغ عدد الوحدات السكنية 30,119 وحدة بمتوسط كثافة قدره 6,829.7 لكل ميل مربع (2,637.0/كم2).
وتوزع التركيب العرقي للبلدة بنسبة 92.2% من البيض و 0.2% من الأمريكيين الأصليين و 1.3% من الأمريكيين ذوي الأصول الآسيوية و 2.7% من الأمريكيين الأفارقة و 1.4% من عرقين مختلطين أو أكثر.
بلغ عدد الأسر 3,852 أسرة كانت نسبة 11.1% منها لديها أطفال تحت سن الثامنة عشر تعيش معهم، وبلغت نسبة الأزواج القاطنين مع بعضهم البعض 36.8% من أصل المجموع الكلي للأسر، ونسبة 6.3% من الأسر كان لديها معيلات من الإناث دون وجود شريك، بينما كانت نسبة 3.3% من الأسر لديها معيلون من الذكور دون وجود شريكة وكانت نسبة 53.7% من غير العائلات. تألفت نسبة 42.8% من أصل جميع الأسر من أفراد ونسبة 17.5% كانوا يعيش معهم شخص وحيد يبلغ من العمر 65 عاماً فما فوق. وبلغ متوسط حجم الأسرة المعيشية 2.41، أما متوسط حجم العائلات فبلغ 1.84.
بلغ العمر الوسطي للسكان 54.2 عاماً. وكانت نسبة 9.1% من القاطنين تحت سن الثامنة عشر، وكانت نسبة 6.7% بين الثامنة عشر والأربعة وعشرون عاماً، ونسبة 20.8% كانت واقعةً في الفئة العمرية ما بين الخامسة والعشرون حتى والأربعة وأربعون عاماً، ونسبة 33.8% كانت ما بين الخامسة والأربعون حتى الرابعة والستون، ونسبة 29.6% كانت ضمن فئة الخامسة والستون عاماً فما فوق. وتوزع التركيب الجنسي للسكان بنسبة 51.4% ذكور و48.6% إناث.

## وصلات خارجية
- www.town.ocean-city.md.us
- The US50 - Cities and Towns in Maryland State
- Maryland Cities and Towns, Facts, Map, Flag, Colleges, Government, and More